# Cecília Boqué Dalmau
Cecília Boqué Dalmau (Les Borges del Camp 14 de febrer de 1917 - Monestir de Sant Benet de Montserrat 4 de gener de 2020) va ser una monja benedictina que va arribar a abadessa del Monestir de Sant Benet de Montserrat.
Filla de Ramon Boqué Bernat, pagès de l'Espluga de Francolí, i de Maria Dalmau Toldrà, de Cornudella, era la més gran de nou germans, alguns d'ells també religiosos.
De petita va anar a viure a Reus, i en la seva joventut va ser catequista a la Prioral de Sant Pere i es va vincular al Centre Catòlic de Reus, on actuava al seu grup de teatre. L'any 1941, amb 24 anys va ingressar a l'orde Benedictina a Sant Benet de Mataró, que a la postguerra residia a Santa Cecília de Montserrat. Va ser sots-priora i mestra de novícies, i el 1954, el pare abat Aureli Maria Escarré la va posar al front de la comunitat del monestir de Sant Benet de Montserrat, que havia sorgit de la fusió de les comunitats de Santa Clara de Barcelona (fundada possiblement a la dècada del 1230) i de Sant Benet de Mataró (fundada el 1881). Va ser també presidenta de la Federació Catalana de Monges Benedictines.
Va treballar per la unificació de les dues comunitats que van formar el nou monestir, i va procurar que la comunitat tingués una bona formació intel·lectual i cultural i «s'esforçà amb la seva paraula i actuacions perquè es visqués la vida monàstica en el seu equilibri entre pregària i treball, acollí les reformes del Concili Vaticà II, i les portà a terme en el si de la comunitat», segons va dir l'abat Josep Maria Soler i Canals al seu funeral.
Va seguir el mateix 1954 la construcció del nou edifici monàstic, obra de l'arquitecte Lluís Bonet i Garí, deixeble d’Antoni Gaudí. Mentre era abadessa es van construir el campanar i una part del monestir, l’església monàstica i els claustres. L'any 1995, quan va complir 77 anys, després de 40 anys d'ocupar el càrrec va dimitir d'abadessa. La seva successora va ser Montserrat Viñas i, el 2005, Maria del Mar Albajar.